# همت (عرفان)

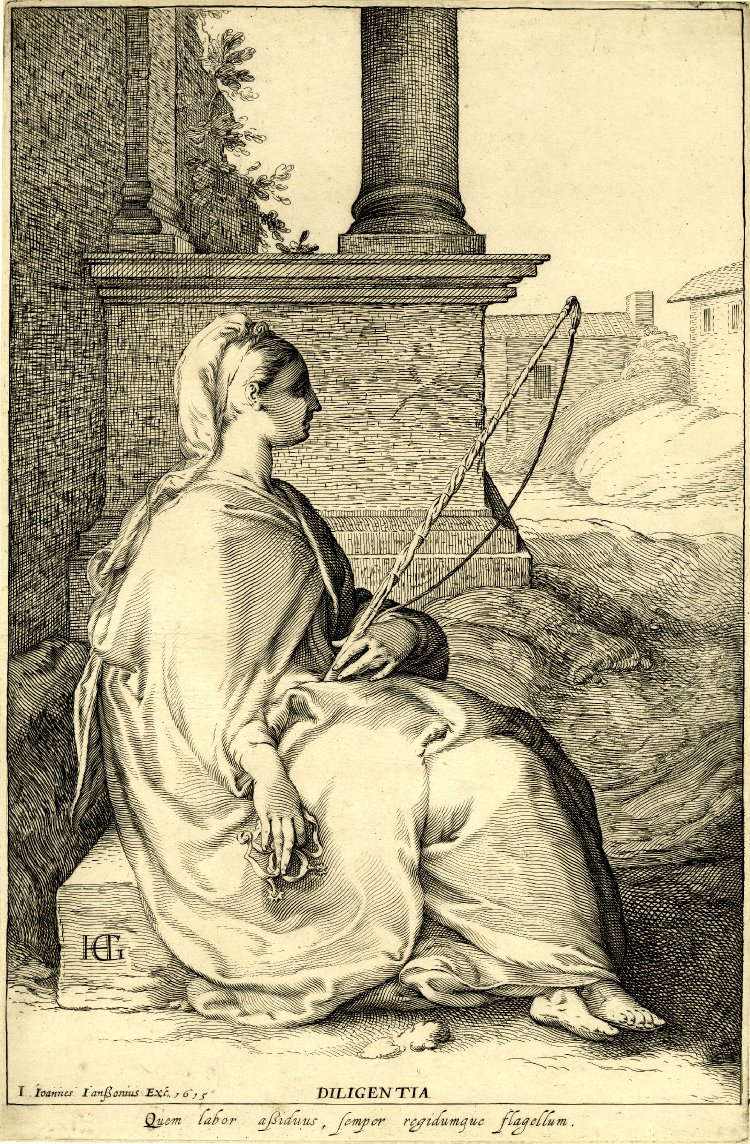
همت

همت (به انگلیسی: Diligence ; Zeal) جوشش یا همت، سعی و کوشش است که برای انجام کاری صورت می‌گیرد، و به آرزوها و تصمیمات گفته می‌شود. همت اصطلاحاً عبارت است از قصد و توجه دل به تمام قوای روحانی و هدایت آنها به سوی حق برای وصول به کمال برای خود یا برای دیگران.

## واژه‌شناسی
همت عالی به معنی عزم راسخ و قوی است.
این واژه به اخلاص نسبت به شیء یا شخص معینی نیز گفته می‌شود و به این معنی مترادف حماسه (پهلوانی) و حمیّت و جوانمردی است.
جمع کردن توجه و اراده به واسطه قوت روحانیت نفس را «همّت» گویند